# Tom Wright (arquitecto)
Tom Wright (Croydon, Inglaterra, 18 de septiembre de 1957) es un arquitecto británico, conocido por su diseño del lujoso "Hotel Burj Al Arab" en Dubái, Emiratos Árabes Unidos. Wright trabajó para la compañía consultora británica Atkins en Epsom,pero recientemente abandonó la empresa junto con dos directivos más (Hakim Khennouchi y Geku Kuruvilla) para crear el estudio WKK. Londres. Él estudió en la Royal Russell School y en el Kingston Polytechnic School of Architecture.
El "Burj Al Arab" tiene una altura de 321 metros, y está situado en el mar, sobre una isla artificial. Algunos creen que esta obra representa también una cruz cristiana pero Wright ha declarado que nunca pasó por su mente tal idea.

## Principales proyectos
- Burj Al Arab (1999) en Dubái, Emiratos Árabes Unidos.
- Torre Al-Rajhi en Riad
- Lakeside Hotel en Túnez
- World Trade Center Bahréin en Baréin